# جووانی آنیلی
جووانی آنیلی (به ایتالیایی: Giovanni Agnelli) (زاده ۱۳ اوت ۱۸۶۶ – درگذشته ۱۶ دسامبر ۱۹۴۵) صنعتگر و کارآفرین ایتالیایی است، که در سال ۱۸۹۹ شرکت خودروسازی فیات را تأسیس نمود.

## زندگی‌نامه
جووانی آنیلی در سال ۱۸۶۶ در شهر کوچکی بنام ویلمار پروسا، در نزدیکی شهر پیمونت زاده شد. پدر او، ادواردو آنیلی شهردار ویلمار پروسا بود، ولی در سن ۴۰ سالگی درگذشت. جووانی در زمان مرگ پدرش تنها پنج سال داشت.
جووانی پس از تکمیل تحصیلات متوسطه، به شهر تورین نقل مکان کرد و در کالج سن جوزپه مشغول به‌تحصیل شد. سپس در ۱۸۹۵ بار دیگر به شهر محل زادگاهش بازگشت و او نیز راه پدرش را ادامه داد و به‌عنوان شهردار این شهر منصوب شد.

## زندگی حرفه‌ای
آنیلی در سال ۱۸۹۸ در شهر تورین با بریکساریو دی کاچرانو ملاقات نمود، که در این دیدار وی طرح ساخت اتومبیل خود را با آنیلی مطرح کرد و از او خواست که به‌عنوان سرمایه‌گذار در این طرح مشارکت نماید.
در تاریخ ۱۱ ژوئیه ۱۸۹۹ آنیلی یکی از اعضای مؤسس شرکت فابریکا ایتالیانا دی اتومبیلی تورینو که بعدها به‌اختصار فیات نام گرفت، بود. سرمایه نخستین وی در آغاز مبلغ ۴۰۰ دلار بود. یک سال بعد آنیلی به مدیرعاملی شرکت برگزیده شد و از سال ۱۹۲۰ نیز به‌عنوان رییس هیئت مدیره فیات منصوب گردید.
شرکت فیات در نخستین سال فعالیتش تنها ۲۴ دستگاه خودرو تولید نمود. در سال ۱۹۰۳ این کمپانی اولین سود خود را تجربه کرد و در این سال ۱۳۵ دستگاه تولید کرد، که این رقم در ۱۹۰۶ به ۱٫۱۴۹ دستگاه افزایش پیدا کرد.
در پی تبدیل شدن فیات به یک شرکت عمومی، سهام آن در بازار بورس ایتالیا عرضه شد و آنیلی اقدام به خریداری کلیه سهام این شرکت نمود و به این ترتیب، فیات کاملأ در اختیار خانواده آنیلی قرار گرفت. این شرکت امروزه کماکان در اختیار خانواده آنیلی و نوادگان جووانی آنیلی قرار دارد.
آنیلی در طول سال‌های جنگ جهانی اول و سپس جنگ جهانی دوم شرکت فیات را مدیریت نمود و در سال ۱۹۴۵ اندکی پس از پایان جنگ جهانی دوم در سن ۷۹ سالگی درگذشت.